# Alec G. Olson
Alec Gehard Olson, född 11 september 1930 i Kandiyohi County i Minnesota, är en amerikansk politiker (demokrat). Han var ledamot av USA:s representanthus 1963–1967 och Minnesotas viceguvernör 1976–1979.
Olson efterträdde 1963 Fred Marshall som kongressledamot och efterträddes 1967 av John M. Zwach.